# 쉐퍼드 스트러드윅

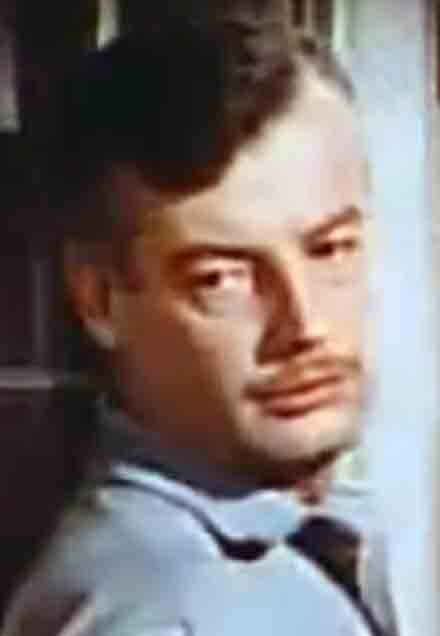

쉐퍼드 스트러드윅(Shepperd Strudwick, 1907년 9월 22일~1983년 1월 15일)은 미국의 배우, 연극 배우, 텔레비전 배우이다.
오렌지군(노스캐롤라이나주)에서 태어났으며 뉴욕에서 사망하였다. 사인은 암이다.

## 영화
- 원 라이프 투 리브(1968년)
- 애즈 더 월드 턴즈(1956년)
- 이유없는 의심(1956년)
- 오텀 리브스(1956년)
- 애심(영어판)(1956년)
- 클라이막스!(1954년)
- 젊은이의 양지(1951년)
- 레츠 댄스(1950년)
- 레드 포니(1949년)
- 모두가 왕의 부하들(1949년)
- 무모한 순간(1949년)
- 스튜디오 원(1948년)
- 전투 비행대(1948년)
- 잔 다르크(1948년)
- 웨스트 포인트에서 온 열 명의 신사(1942년)
- 리멤버 더 데이(1941년)